# 종친부

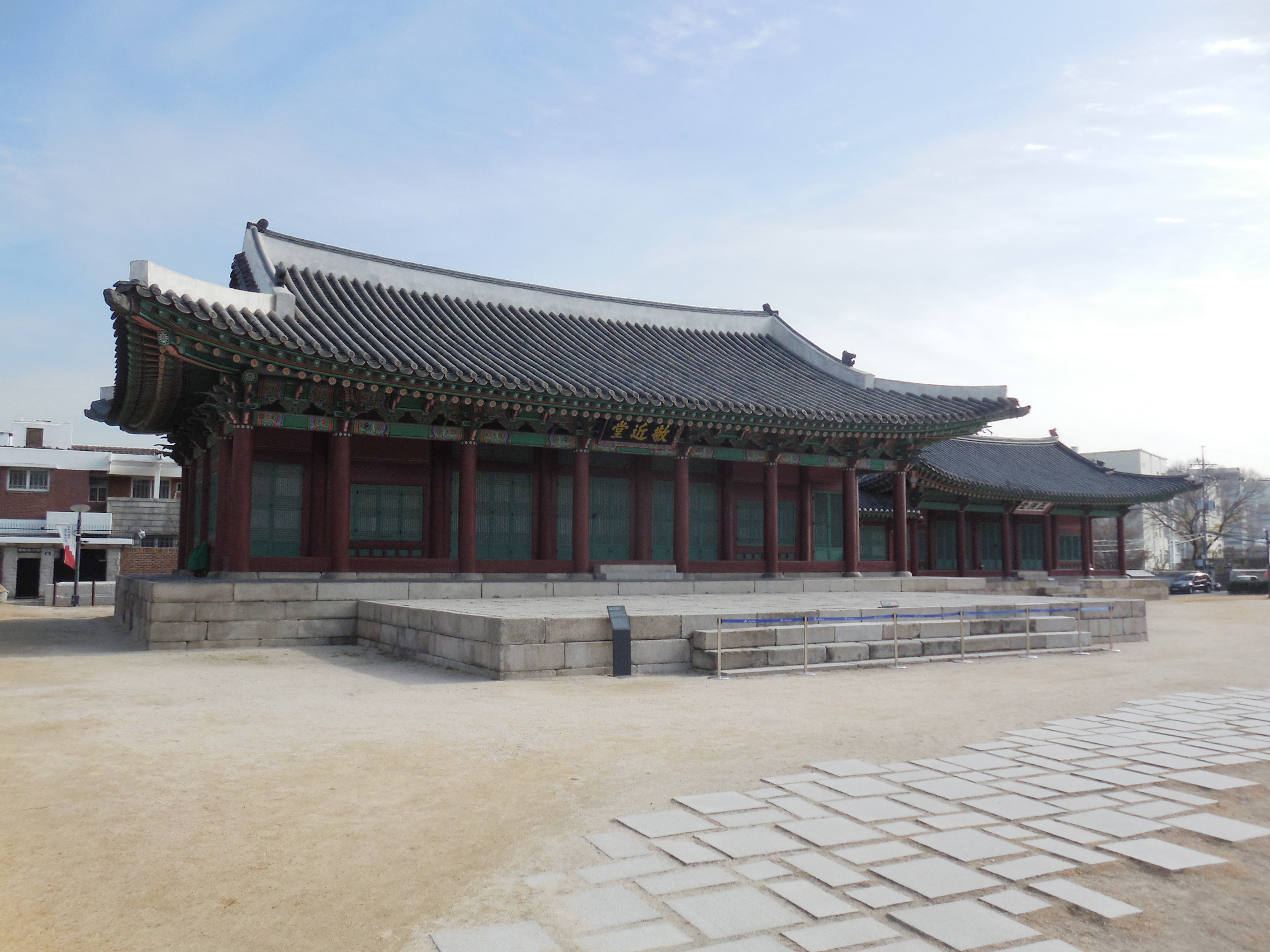
종친부 경근당

종친부(宗親府)는 조선 시대 국왕을 지낸 이의 족보와 얼굴 모습을 그린 영정을 받들고 국왕 친척인 왕가·종실·제군의 계급과 벼슬을 주는 인사 문제와 이들간의 다툼 등에 관한 문제를 의논하고 처리하던 관아였다.

## 역사
조선왕조 역대 모든 제왕의 어보(왕의 도장)와 영정(초상화)을 보관하고, 왕과 왕비의 의복을 관리하며 종실제군(宗室諸君)의 봉작승습·관혼상제 등 모든 사무를 맡아보던 곳이다. 고려 때 제군부를 조선 전기에는 '재내제군소(在內諸君府)'라 하였으나 여러 차례 그 명칭과 기능이 바뀌었다가, 세종 12년(1430)부터 종친부라 하였다.
1895년에 종정사(宗正司)와 종정원(宗正院), 1905년 종부사(宗簿司)로 이름을 고쳤으나, 2년 후에 폐지되어 관련 업무는 규장각으로 옮겨졌다.

## 청사
종친부는 경복궁 동쪽 문인 건춘문 맞은 편에 위치하였는데, 당시 행정 구역으로는 한성부 북부 관광방이었다. 종친부가 이곳에 위치했던 것은 종신과 외척 및 부마 · 인척, 그 외에 궁에서 일을 보는 상궁들만 건춘문으로 드나들게 했던 궁궐의 제도 때문이었던 것으로 추정된다. 종친부 중심 건물이던 경근당과 옥첩당은 1981년 정독도서관 관내로 옮겼다가, 2013년에 원래 위치인 국립현대미술관 서울관 관내로 이건되었다.

## 종친부 품계
| 품작명             | 품계        | 설명                                                                            | 처(妻)의 품작         |
| ------------------ | ----------- | ------------------------------------------------------------------------------- | --------------------- |
| 대군(大君)         | 무품        | 왕의 적자(嫡子)· 정궁의 아들                                                    | 부부인(府夫人: 정1품) |
| 군(君: 王子君)     | 무품        | 왕의 서자(庶子)· 후궁의 아들                                                    | 군부인(郡夫人: 정1품) |
| 영종정경(領宗正卿) | 무품        | 대군(大君)·군(君)이 겸임                                                        |                       |
| 군(君)             | 정1품       |                                                                                 |                       |
| 판종정경(判宗正卿) | 정1품       |                                                                                 |                       |
| 군(君)             | 종1품       | 대군을 승습한 적장자(嫡長子)                                                    | 군부인(郡夫人)        |
| 군(君)             | 정2품       | 왕세자의 중자(衆子)·대군을 승습한 적장손(嫡長孫)·왕자군을 승습한 적장자(嫡長子) | 현부인(縣夫人)        |
| 지종정경(知宗正卿) | 종1품~정2품 |                                                                                 |                       |
| 군(君)             | 종2품       | 왕세자의 중손(衆孫)·대군의 중자와 적장증손(嫡長曾孫)·왕자군의 적장손            | 현부인(縣夫人)        |
| 종정경(宗正卿)     | 종2품       |                                                                                 |                       |
| 도정(都正)         | 정3품 당상  |                                                                                 | 신부인(慎夫人)        |
| 정(正)             | 정3품       | 세자의 중증손(衆曾孫)·대군의 중손·왕자군의 중자와 적장증손                      | 신인(慎人)            |
| 부정(副正)         | 종3품       | 대군의 중증손·왕자군의 중손                                                     | 신인(慎人)            |
| 수(守)             | 정4품       | 왕자군의 중증손·대군의 서자                                                     | 혜인(惠人)            |
| 부수(副守)         | 종4품       | 대군의 얼자·왕자군의 서자                                                       | 혜인(惠人)            |
| 영(令)             | 정5품       | 왕자군의 얼자                                                                   | 온인(溫人)            |
| 부령(副令)         | 종5품       |                                                                                 | 온인(溫人)            |
| 감(監)             | 정6품       |                                                                                 | 순인(順人)            |

※출처: 경국대전(經國大典) 목판본 이전(吏典) 종친부 편(9면~13면), 외명부 종친처 편(4면~5면)
- 승습하여 받는 작위는 부친의 사후에 승급되어 제수되는 것이다.
- 대군은 4대손까지, 왕자군은 3대손까지 종친으로 인정된다.
- 대군의 서얼이 낳은 아들은 종친으로 인정되지만, 왕자군의 서얼이 낳은 아들은 인정되지 않는다.
- 정1품 군은 공을 세우거나 국가의 행사로 승급을 하여 받는 품작이다. 본래 대군과 왕자군이 받은 품작이었으나 을사대전에서 무계로 조정되었다.

## 참고 자료
- 이 문서에는 다음커뮤니케이션(현 카카오)에서 GFDL 또는 CC-SA 라이선스로 배포한 글로벌 세계대백과사전의 내용을 기초로 작성된 글이 포함되어 있습니다.
- 본 문서에는 서울특별시에서 지식공유 프로젝트를 통해 퍼블릭 도메인으로 공개한 저작물을 기초로 작성된 내용이 포함되어 있습니다.